# Bisdom Osasco
Het bisdom Osasco (Latijn: Dioecesis Osascanensis) is een rooms-katholiek bisdom met als zetel Osasco, in Brazilië. Het bisdom is suffragaan aan het aartsbisdom São Paulo.

## Geschiedenis
Het bisdom werd opgericht op 15 maart 1989, uit delen van het aartsbisdom São Paulo.

## Parochies
Het bisdom had in 2021 een oppervlakte van 2.495 km2 en telde 2.607.758 inwoners waarvan 82,3% rooms-katholiek was.

## Bisschoppen
- Francisco Manuel Vieira (15 maart 1989 - 24 april 2002)
- Ercílio Turco (24 april 2002 - 16 april 2014)
- João Bosco Barbosa de Sousa (16 april 2014 - heden)

São Paulo (aartsbisdom) · Campo Limpo · Guarulhos · Mogi das Cruzes · Nossa Senhora do Líbano em São Paulo (maronieten) · Nossa Senhora do Paraíso em São Paulo (melkieten) · Osasco · Santo Amaro · Santo André · Santos · São Miguel Paulista